# Margery le Despenser
Margery (Margaret) le Despenser, III baronesa le Despenser suo jure, era la hija y heredera de Philip le Despenser, II barón le Despenser. Nació en torno a 1397 en Nettlestead, Suffolk, y se casó con John de Ros, VII barón de Ros. Tras enviudar de John, Margery se casó con Roger Wentworth (m. 24 de octubre de 1452), escudero e hijo menor de  John Wentworth de Elmsall, Yorkshire. Aunque este matrimonio fue prospero y tuvo descendencia, se condenó a Margery a pagar £1000 por del deshonor de esta unión.

## Descedencia
- Sir Philip Wentworth, se casó con Mary Clifford, hija de John Clifford, VII barón de Clifford y Elizabeth Percy. Su hijo, Henry Wentworth, fue abuelo materno de Juana Seymour, tercera esposa de Enrique VIII.
- Henry Wentworth de Codham Hall, se casó en primeras nupcias con Elizabeth Howard, hija de Henry Howard de Teringhampton;[2] y en segundas nupcias con Joan FitzSymonds, hija de Robert FitzSymonds. Tuvo descendencia de ambos matrimonios.
- Agnes Wentworth, se casó con Sir Robert Constable; tuvieron seis hijos, incluido Sir Marmaduke Constable y siete hijas, incluida Agnes Constable, esposa de Sir William Tyrwhitt.[3]
- Margaret Wentworth, casada con Sir William Hopton, de quien tuvo descendencia.
- Anne Wentworth, casada con John Calthorpe.